# Балтійська протока

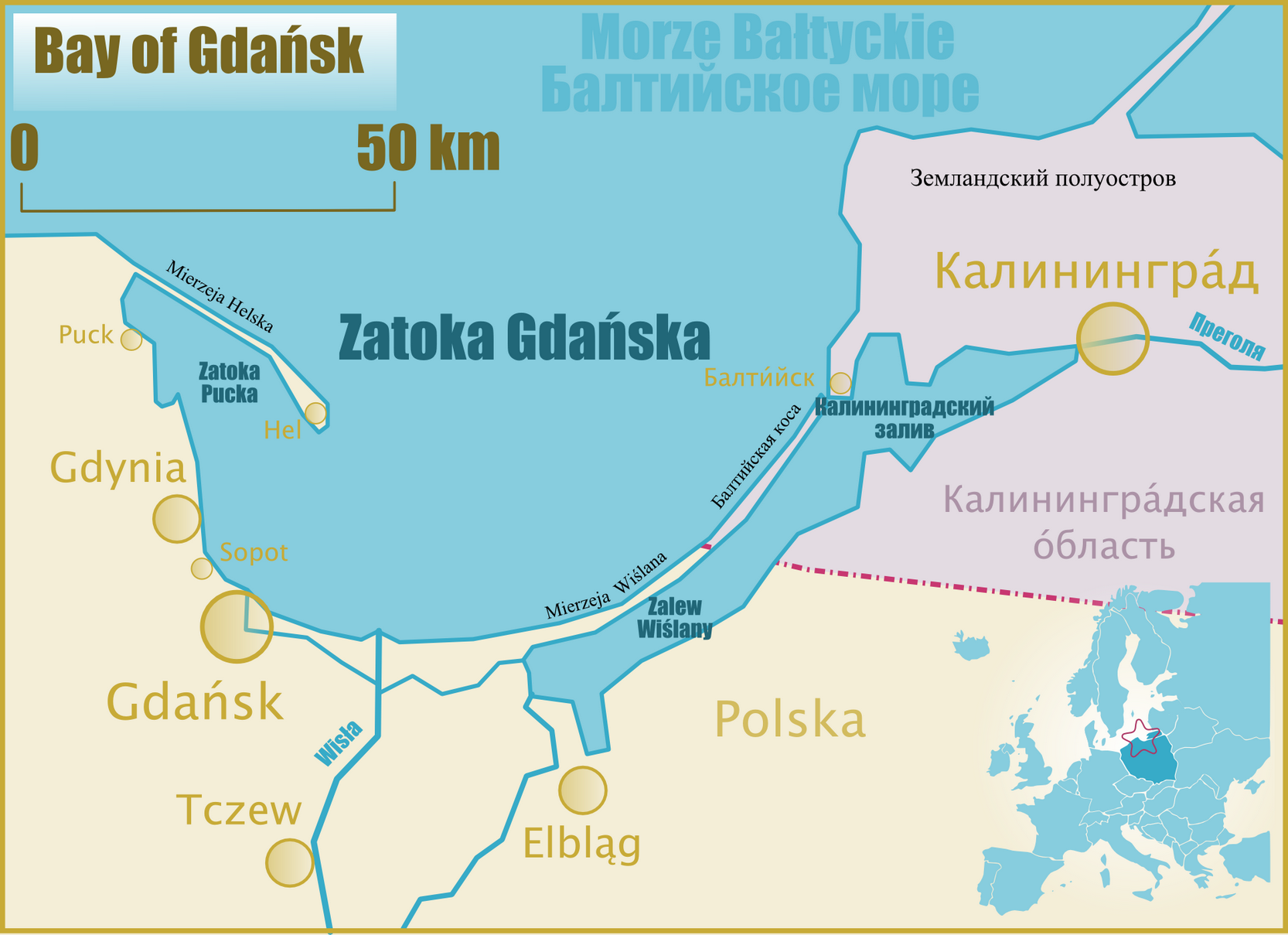
Балтійська протока на мапі

54°38′28″ пн. ш. 19°52′42″ сх. д. / 54.641111111111° пн. ш. 19.878333333333° сх. д.
Балтійська протока — протока в Калінінградській області, Росія, що дає змогу пройти з Балтійського моря у Віслинську затоку. Відокремлює Земландський півострів та Віслинську косу. Протока є провідним зв'язком із відкритим морем важливих російських портів Балтійськ і Калінінград, а також польських портів Ельблонг, Бранево, Толькмицько, Фромборк, Штутово, Криниця-Морська, Нова-Пасленка.
Протока була прорита в 1497 році. У 1960-х вона була розширена і тепер має 400 м завширшки та 12 м завглибшки.
Починаючи з 1990-х, Росія періодично блокувала судноплавство через протоку для Польщі. З 2006 року Польща розглядала проєкт спорудження іншого каналу через Віслинську косу, аби обійти це обмеження доступу. 17 вересня 2022 р. цей канал введено в експлуатацію.